# Ніколь Річі
Ніколь Каміль Річі (англ. Nicole Camille Richie, уроджена Есковедо (англ. Escovedo; нар. 21 вересня 1981, Берклі, Каліфорнія, США) — американська акторка, співачка, продюсерка, фотомодель і дизайнерка.
Названа дочка музиканта Лайонела Річі. Популярність їй принесли реаліті-шоу «Просте життя» (в якому вона зіграла з подругою Періс Гілтон) і скандальне світське життя.

## Біографія
Народилася в місті Берклі (штат Каліфорнія, США) в сім'ї мексиканців.
Її рідна мати працювала помічницею Лайонела Річі, а батько грав у його групі. Коли Ніколь було два роки, її батько загинув, Лайонел Річі і його дружина Бренда Гарві-Річі взяли її у свою сім'ю. Коли їй було 9 років, Річі офіційно удочерили Ніколь. Ніколь досі спілкується зі своєю рідною матір'ю. Хрещеними батьками Ніколь стали Майкл Джексон і Квінсі Джонс.
У дитинстві займалася фігурним катанням, вчилася грати на гітарі, віолончелі, скрипці та фортепіано. Річі закінчила The Buckley School в Шерман Оукс і два роки провчилася на факультеті мистецтв і масмедіа в Університеті Аризони.

## Кар'єра

### Кар'єра в кіно і на телебаченні
Першим телевізійним проєктом Річі, що приніс їй популярність, стало реаліті-шоу «Просте життя», в якому знялася також її подруга, Періс Гілтон. Шоу вийшло на каналі Fox 2 грудня 2003 і мало великий успіх.
Свою першу роль у кіно Річі зіграла 2005 року у фільмі «Американські дітки». Пізніше вона зіграла невеликі ролі в телевізійних серіалах «Ів», «Чак», «8 простих правил для друга моєї дочки-підлітка», « Дій, крихітко » і «Американські мрії».

### Музична кар'єра
Ніколь з дитинства захоплювалася музикою. На ток-шоу Тайри Бенкс вона сказала, що вважає музику головним напрямом своєї кар'єри.
У лютому 2010 року Річі взяла участь у створенні благодійного синглу «We Are the World 25 for Haiti». У вересні 2013 року Ніколь з'явилася в музичному відео Крістіни Агілери на пісню «Let There Be Love». У квітні 2020 року повідомлено про готовність до виходу першого музичного альбому під псевдонімом Nikki Fre$h. До комедійного реп-альбому увійдуть пісні «Drip Drip», «The Gem Song», and «Bee's Tea» та інші.

### Інші проєкти
У 2005 році вийшла книга Ніколь Річі «Правда про діаманти». Образ головної героїні — Хлої Паркер заснований на біографії самої Ніколь, хоча багато чого в книзі є вигадкою.
Річі працювала моделлю Bongo Jeans і була обличчям торгової марки Jimmy Choo.

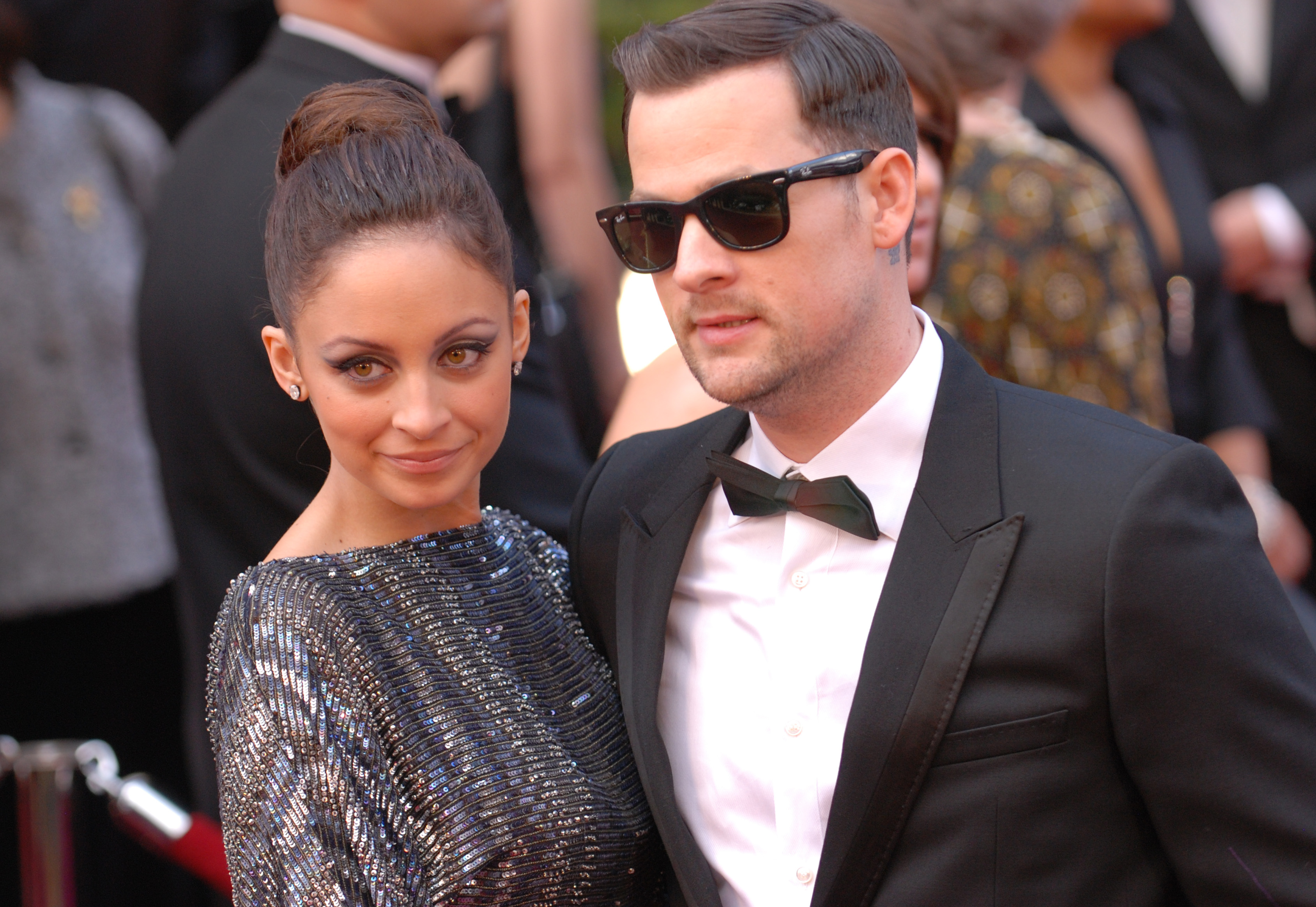
Ніколь Річі та Джоел Медден

## Особисте життя
11 грудня 2010 Річі одружилася з Джоелом Медденом, з яким зустрічалася з листопада 2006 року. У шлюбі народила дочку Герлоу Вінтер Кейт Медден (11.01.2008) і сина Спарроу Джеймса Міднайта Меддена (09.09.2009).

### Проблеми зі здоров'ям
Восени 2006 року почали з'являтися чутки про те, що в Ніколь Річі харчовий розлад. В інтерв'ю журналу Vanity Fair вона зізналася: «Я знаю, що зараз я виглядаю дуже худою. Я не хочу, щоб дівчатка дивилися на мене і казали: „я теж хочу так виглядати“». Також вона сказала, що перебуває під наглядом лікаря і фахівця з правильного харчування. У вересні 2006 року Річі заявила, що не хвора ні на анорексію, ні на булімію, ні на якийсь інший харчовий розлад.
У березні 2007 року Річі ушпиталили з діагнозом гіпоглікемія.

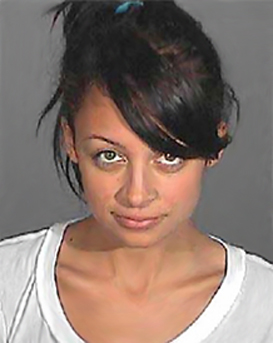
Фотографія Річі, зроблена при арешті в грудні 2006 р.

### Проблеми із законом
У лютому 2003 року Ніколь Річі арештували в м. Малібу, Каліфорнія. Її звинуватили в зберіганні героїну й керуванні автомобілем з анульованим водійським посвідченням.
11 грудня 2006 Річі знову арештували через підозру в керуванні автомобілем під впливом наркотиків. Вона зізналася у вживанні марихуани і сильних знеболювальних препаратів, але за пред'явленими звинуваченнями винною себе не визнала. Під час судового слухання, що відбулося 27 липня, Річі засудили до чотирьох днів тюремного ув'язнення. Їй також призначили штраф і трирічний випробувальний термін. 23 серпня 2007 року Річі прибула у в'язницю Лінвуд для відбування терміну, та її випустили 82 хвилини потому у зв'язку через переповненість в'язниці та ненасильницький характер злочину, за який її засудили.

## Вибрана фільмографія
| Рік       |   | Українська назва             | Оригінальна назва        | Роль                |
| --------- | - | ---------------------------- | ------------------------ | ------------------- |
| 2002      | с | Сімейка Озборнів             | The Osbournes            | сама себе           |
| 2004      | с | Клієнт завжди мертвий        | Six Feet Under           | сама себе           |
| 2005      | ф | Американські дітки           | Kids in America          | Келлі Степфорд      |
| 2007      | с | Топмодель по-американськи    | America's Next Top Model | сама себе           |
| 2008—2010 | с | Чак                          | Chuck                    | Гізер Чендлер       |
| 2012      | с | Нова норма                   | The New Normal           | сама себе           |
| 2015      | с | Імперія                      | Empire                   | сама себе           |
| 2016      | с | Королівські перегони Ру Пола | Lip Sync Battle          | сама себе           |
| 2017      | с | Ліпсінк Батл                 | RuPaul's Drag Race       | сама себе           |
| 2017—2018 | с | Відмінні новини              | Great News               | Порша Скотт-Гріффіт |
| 2020      | с | Благослови цей безлад        | Bless This Mess          | Сієрра              |